# Screencheat
Screencheat è un videogioco, sparatutto in prima persona sviluppato da Samurai Punk e pubblicato da Surprise Attack. Il gioco è stato distribuito per Windows, OS X e Linux nell'ottobre 2014, nel marzo 2016 è uscito per PlayStation 4 e Xbox One. Nel novembre 2018 Il gioco è stato portato su Nintendo Switch, con una grafica migliorata e un'interfaccia aggiornata, con il nome Screencheat: Unplugged.

## Modalità di gioco
Screencheat è un videogioco sparatutto in prima persona multigiocatore, in cui ogni modello del personaggio è invisibile. Tuttavia, i punti di vista di tutti i giocatori vengono visualizzati sullo schermo, incoraggiando i giocatori a utilizzare questa funzione per cercare la posizione degli avversari. Le mappe sono colorate in modo da rendere più semplice capire dove si trovano i giocatori.
Screencheat include diverse modalità di gioco. Tra cui Deathmatch, King of the Hill e Capture the Fun (in cui i giocatori combattono per il possesso di una piñata). Ci sono anche una manciata di modalità di gioco unici, come One Shot, in cui ogni giocatore è limitato a un colpo e non può ricaricare fino a un certo periodo di tempo, e Murder Mystery, in cui i giocatori devono uccidere un avversario specifico con una arma particolare.

## Sviluppo e pubblicazione
Screencheat è stato sviluppato dallo studio australiano Samurai Punk e pubblicato da Surprise Attack. Il gioco è stato pubblicazione per Microsoft Windows, OS X e Linux il 21 ottobre 2014. Prima dell'uscita del gioco completo, fu distribuita una beta pubblica gratuita andava dal 4 agosto 2014 al 3 settembre 2014. Il 1º marzo 2016 è stato pubblicato per PlayStation 4 e Xbox One.